# New England Women's Club
Le New England Women's Club, fondé en mai 1868 à Boston, Massachusetts, est l'un des deux premiers clubs féminins aux États-Unis. Il a été fondé quelques mois après Sorosis à New York,.

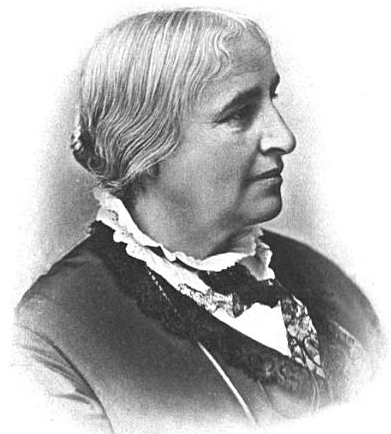
Portrait d'Ednah Cheney, l'une des fondatrices du club.

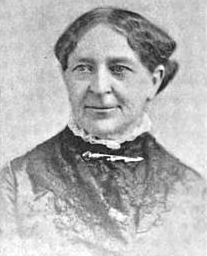
Portrait de Caroline Severance, l'une des fondatrices du club.

## Histoire
Harriet Hanson Robinson, fondatrice de la National Woman Suffrage Association of Massachusetts, et la suffragette Caroline Severance collaborent avec Julia Ward Howe, pour organiser le club.
En 1868, les salles du club sont situées à l'arrière de la populaire Tremont House, un hôtel de Boston qui est l'un des premiers au XIXe siècle à ouvrir une salle de restaurant réservée aux femmes. Le 30 mai 1868, la première réunion pour présenter le New England Woman's Club au public se tient au Chickering Hall. Le club se constitue en 1887 avec Sarah H. Bradford, Ednah Dow Littlehale Cheney, Lucy Goddard, Abby W. May, LM Peabody, Harriet M. Pittman, Harriet Winslow Sewall et Kate Gannett Wells qui sont les premières signataires. En 1893, le club compte 340 membres. L'éditrice et militante Josephine St.Pierre Ruffin est la première femme afro-américaine à rejoindre l'organisation au milieu des années 1890.
Bien que le club soit dirigé par et pour les femmes, les hommes sont autorisés à s'y joindre. Quelques hommes assistent à la réunion initiale, dont Ralph Waldo Emerson, James Freeman Clarke, Octavius Brooks Frothingham, Thomas Wentworth Higginson et Amos Bronson Alcott. Parmi eux, Emerson, Clarke et Higginson deviennent membres.
À cette époque, à Boston, il existe d'autres clubs pour femmes, dont le Saturday Morning Club, le Brains Club et le Young Ladies Club, dont les membres sont en général des personnes intéressées par les questions intellectuelles et philanthropiques. L'objectif du New England Women's Club est de « fournir un lieu de réunion approprié à Boston pour la commodité de ses membres, et de promouvoir divertissement et progrès ». Des comités supervisent les activités du club dans les domaines de l'art et la littérature, les débats, l'éducation et le travail. Des « thés du lundi » ont lieu chaque semaine. Au cours de sa première année, les membres du club organisent une école d'horticulture.
Des conférences ont lieu fréquemment, données par des membres du club ou des conférenciers invités. Parmi les nombreux conférenciers des premières décennies du club figurent : Louis Agassiz, Amos Bronson Alcott, George Thorndike Angell, Richard Henry Dana, Jr., Ralph Waldo Emerson, Annie Adams Fields, James T. Fields, William Lloyd Garrison, Edward Everett Hale, Thomas Wentworth Higginson, Oliver Wendell Holmes, Henry James et Mary Tyler Peabody Mann.

## Bâtiments

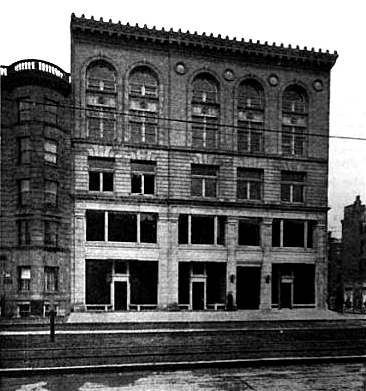
New Century Building, Huntington Avenue, Boston ; siège du club, vers 1903.

Vers 1903, le club déménage son siège social de Park Street au New Century Building nouvellement construit sur Huntington Avenue, conçu par l'architecte Josephine Wright Chapman (en). En 1909, le club s'installe dans le bâtiment Chauncy Hall construit au 585 Boylston Street, et s'y trouve encore en 1922,

## Membres notables
- Ednah Dow Littlehale Cheney
- Adelaide Avery Claflin
- Sarah Stoddard Eddy
- Julia Ward Howe
- Harriet Ann Jacobs
- Rebecca Richardson Joslin
- Mary Livermore
- Lucretia Mott
- Elizabeth Palmer Peabody
- Harriet Hanson Robinson
- Josephine St. Pierre Ruffin
- Caroline Severance
- Harriet Winslow Sewall
- Lucy Stone
- May Alden Ward
- Kate Gannett Wells